# Kita-hanare-iwa
Kita-hanare-iwa (japanisch 北はなれ岩 ‚Nördlicher Solitärfelsen‘) ist ein kleiner Nunatak im ostantarktischen Königin-Maud-Land. Er ragt am nordöstlichen Ausläufer des Königin-Fabiola-Gebirges auf.
Japanische Wissenschaftler nahmen 1960 Vermessungen und 1981 die Benennung vor.